# خافيير لوبيز (لاعب رماية)
خافيير لوبيز (بالإسبانية: Javier López)‏ هو لاعب رماية إسباني، ولد في 15 مارس 1989 في مرسية في إسبانيا.

## وصلات خارجية
- خافيير لوبيز على موقع الاتحاد الدولي (الإنجليزية)
- خافيير لوبيز على موقع أوليمبيديا (الإنجليزية)